# Hebdomophruda sculpta
Hebdomophruda sculpta is een vlinder uit de familie spanners (Geometridae). De wetenschappelijke naam van deze soort is voor het eerst geldig gepubliceerd in 1932 door Janse.
De soort komt voor in tropisch Afrika.